# 1993 LU1
1993 LU1 är en asteroid i huvudbältet som upptäcktes den 15 juni 1993 av den amerikanske astronomen Henry E. Holt vid Palomarobservatoriet.
Asteroiden har en diameter på ungefär 5 kilometer och den tillhör asteroidgruppen Eunomia.